# Drei machen ihr Glück
Drei machen ihr Glück è un film muto del 1929 diretto da Carl Wilhelm.
Fu uno dei primissimi film interpretati da Renate Müller che, all'epoca, aveva ventitré anni. Nel cast, anche Hans Albers che, di lì a poco, sarebbe diventato il più popolare attore tedesco.

## Produzione
Il film fu prodotto dalla Erich Engels-Film GmbH di Berlino.

## Distribuzione
Conosciuto in Germania con il titolo Teure Heimat (Cara patria), il film fu presentato in prima a Berlino il 31 luglio 1929. La distribuzione, che fu regionale, fu affidata a Carl Kaatz per la zona di Königsberg, alla Filmverleih Georg Markus per la Renania e Vestfalia, alla Globus-Filmverleih per la Germania centro e la Slesia, alla J. Schürmann Film-Verleih per la Germania del nord.